# Gigantodiplosis pilosa
Gigantodiplosis pilosa är en tvåvingeart som beskrevs av Fedotova och Vasily S. Sidorenko 2004. Gigantodiplosis pilosa ingår i släktet Gigantodiplosis och familjen gallmyggor. Inga underarter finns listade i Catalogue of Life.